# Romania ai XVI Giochi olimpici invernali
La Romania partecipò ai XVI Giochi olimpici invernali, svoltisi ad Albertville, Francia, dall'8 al 23 febbraio 1992, con una delegazione di 23 atleti impegnati in otto discipline.